# 크라이스트 처치 (옥스퍼드)

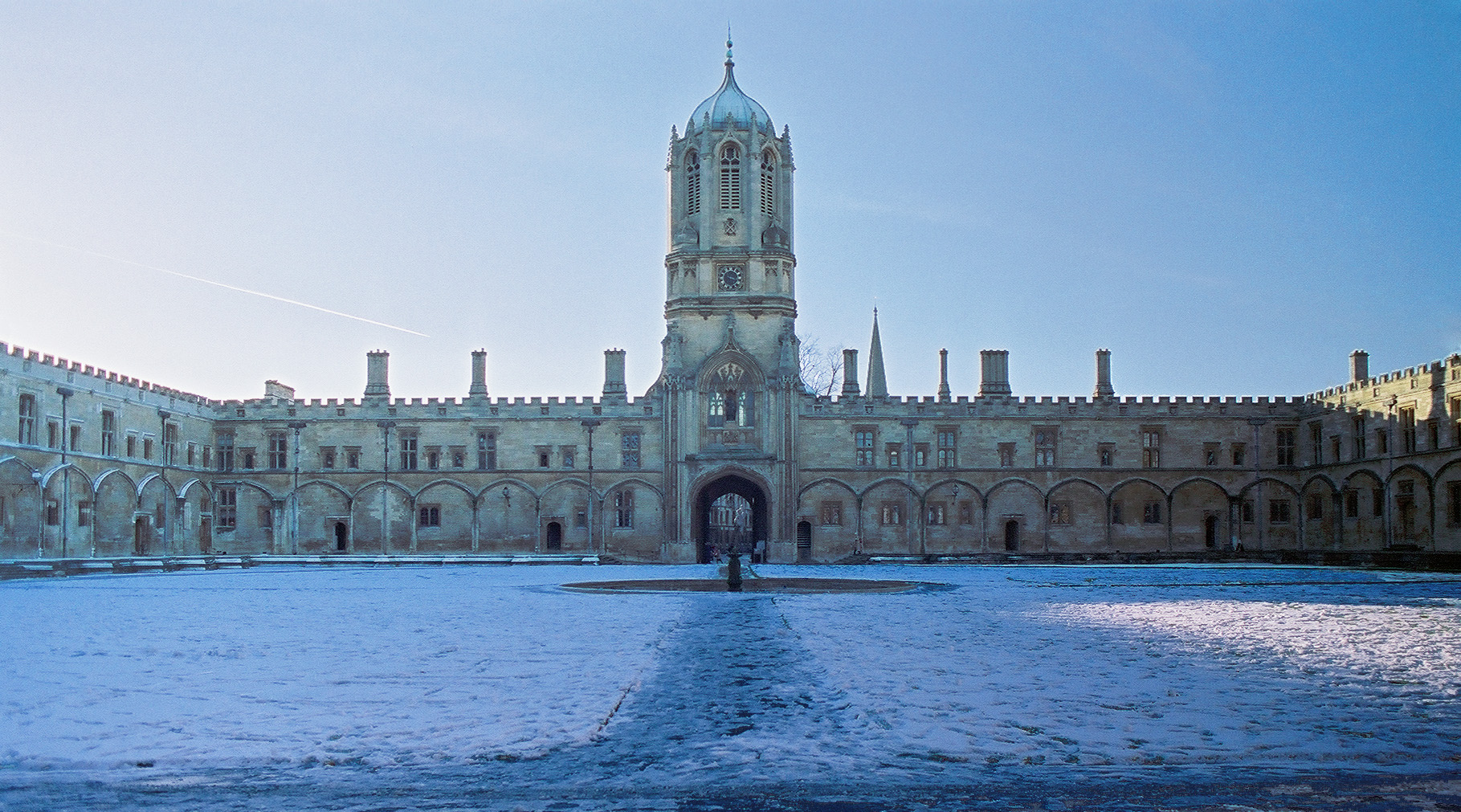
크라이스트 처치

크라이스트 처치(영어: Christ Church)는 잉글랜드 옥스퍼드에 위치한 대학교 겸 성당이다. 루이스 캐럴의 《이상한 나라의 앨리스》, 조앤 K. 롤링의 《해리 포터 시리즈》 등 여러 소설, 영화 등에서의 무대가 되고 있다. 뉴질랜드 남섬에 위치한 크라이스트처치도 이 대학을 따서 명명되었다. 이 학교 졸업 동문으로는 존 로크가 있다.